# Stipa neomexicana
Stipa neomexicana là một loài thực vật có hoa trong họ Hòa thảo. Loài này được (Thurb.) Scribn. miêu tả khoa học đầu tiên năm 1899.